# Jean-Yves Deuffic
Jean-Yves Deuffic, né le 31 juillet 1900 à Audierne et mort le 10 août 1935 à Brest, est un ouvrier du bâtiment blessé mortellement à coups de crosse par la police lors des émeutes d'août 1935.

## Biographie

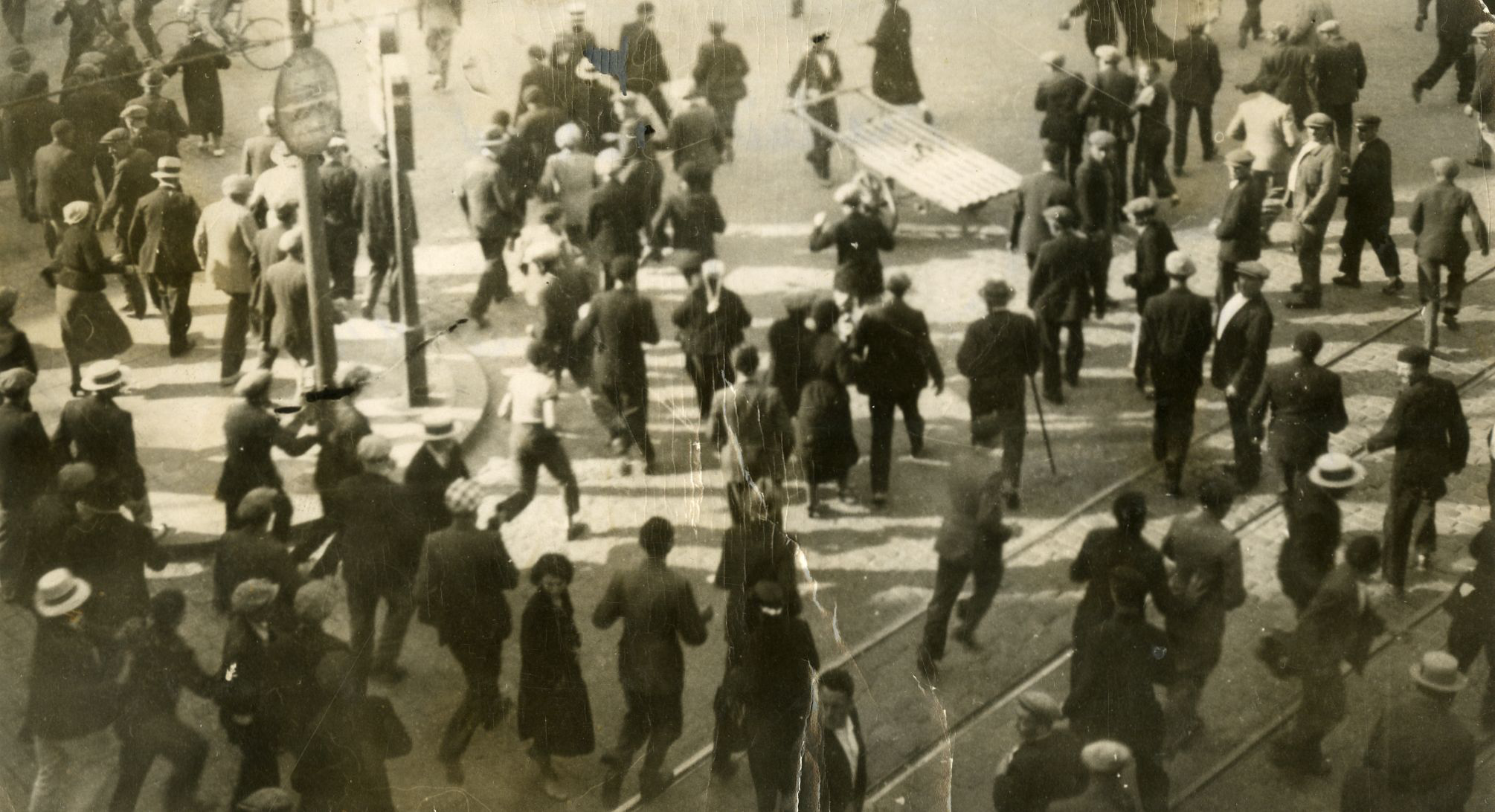
Manifestants fuyant devant une charge de la police à Brest le 6 août 1935.

Père de quatre enfants, Jean-Yves Deuffic se retrouve accidentellement mêlé à une manifestation des ouvriers de l'Arsenal de Brest tandis qu'il se dirigeait vers le quartier Recouvrance à Brest le mercredi 7 août au soir,. Cette manifestation s'inscrivait dans un élan insurrectionnel aux bases navales de Brest et Toulon à la suite d'un décret-loi du gouvernement Laval abaissant de 10 % les dépenses de l’État. Pris au milieu d'une charge policière, Jean-Yves Deuffic se réfugie à l'intérieur de l'Hôtel des PTT où il se fait confondre avec les manifestants. Il est violemment matraqué à la tête et décède des suites de ses blessures quelques jours plus tard.